# Cardiospermum dissectum
Cardiospermum dissectum là một loài thực vật có hoa trong họ Bồ hòn. Loài này được (S.Watson) Radlk. mô tả khoa học đầu tiên năm 1895.